# Sneek (gemeente)
Sneek (uitspraakⓘ) (Fries: Snits (uitspraakⓘ)) was een gemeente in de Nederlandse provincie Friesland. De gemeente telde 33.427 inwoners (1 januari 2010, bron: CBS) en had een oppervlakte van 34,03 km², waarvan 3,35 km² water. De hoofdplaats was de gelijknamige stad Sneek. Per 1 januari 2011 ging Sneek op in de nieuwe gemeente Súdwest-Fryslân.

## Kernen
De gemeente Sneek telde vier officiële kernen. De hoofdplaats was de stad Sneek. De Nederlandse namen zijn de officiële, alleen IJsbrechtum is officieel verfriest tot Ysbrechtum.

### Stad en dorpen
Aantal inwoners per kerngebied * op 1 januari 2004:
Bron: CBS

* Kerngebied: woonkern en bijbehorende omliggende gebied buiten de bebouwde kom. De gegevens per woonkern zijn niet beschikbaar; het buitengebied van de gemeente Sneek is relatief klein.
Tot de gemeentelijke herindeling in 1984 behoorden de dorpen Loënga, Offingawier en IJsbrechtum (Ysbrechtum) bij de oude gemeente Wymbritseradeel.

## Politiek

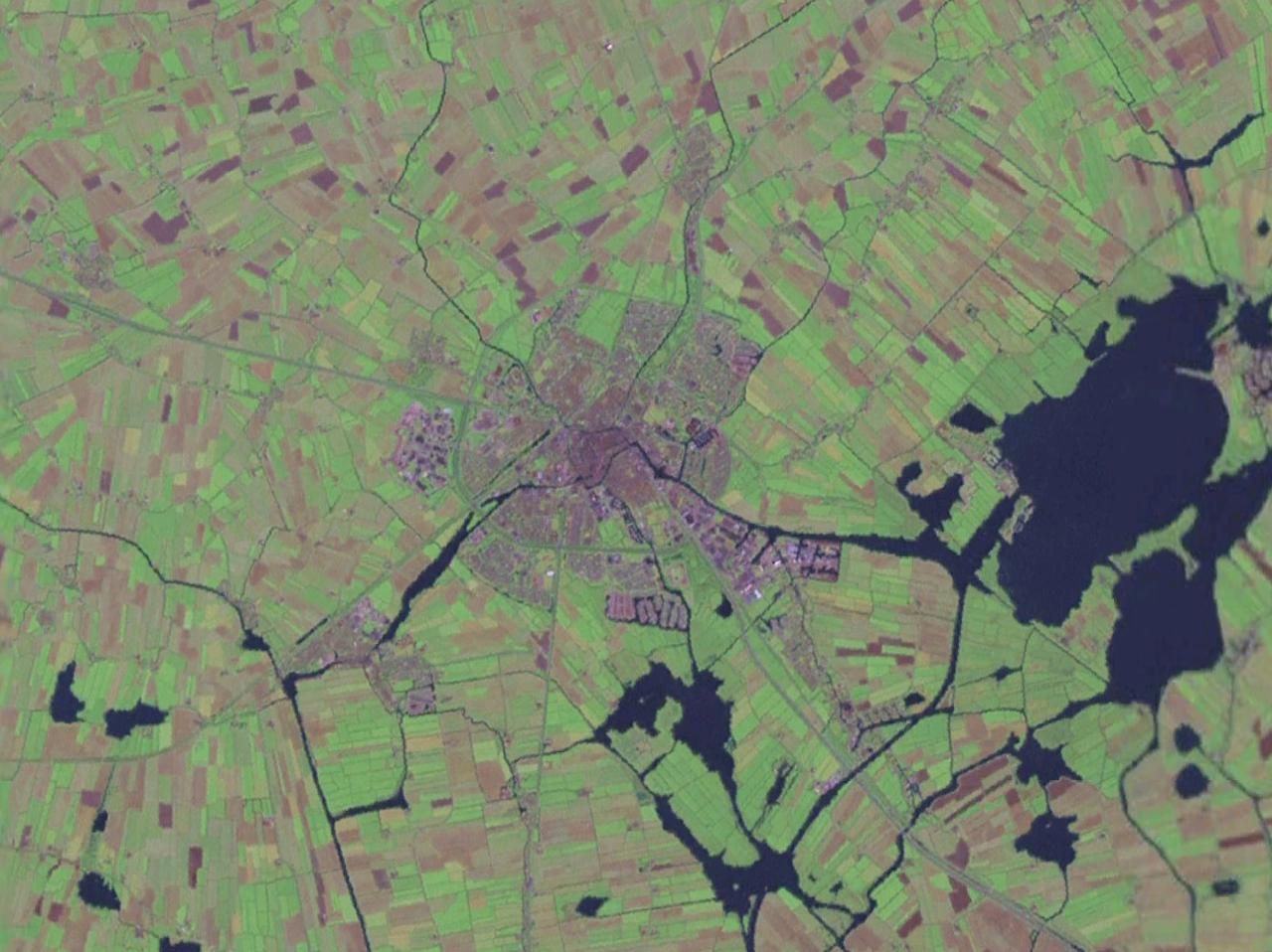
Satellietfoto Sneek en omgeving

### Gemeenteraad
De gemeenteraad van Sneek bestond uit 23 zetels. Hieronder staat de samenstelling van de gemeenteraad van 1998 tot 2006:
| PvdA         | 7  | 7  | 8  |
| CDA          | 7  | 6  | 5  |
| VVD          | 4  | 3  | 3  |
| FNP          | 2  | 3  | 2  |
| GroenLinks   | 2  | 2  | 1  |
| SP           | -  | -  | 3  |
| D66          | 1  | 1  | -  |
| ChristenUnie | -  | 1  | 1  |
| Totaal       | 23 | 23 | 23 |